# Seria A polska w rugby (2000/2001)
Seria A polska w rugby (2000/2001) – czterdziesty piąty sezon najwyższej klasy ligowych rozgrywek klubowych rugby union w Polsce. Tytuł mistrza Polski zdobyła Lechia Gdańsk, drugie miejsce zajęło Ogniwo Sopot, a trzecie Arka Gdynia.

## Uczestnicy rozgrywek
W rozgrywkach wzięło udział wszystkie osiem drużyn Serii A z poprzedniego sezonu: Lechia Gdańsk, Arka Gdynia, AZS AWFiS Gdańsk (przejął drużynę seniorów brązowego medalisty poprzedniego sezonu, Dębicy Lincera Pruszcz Gdański), AZS AWFiS Warszawa, Ogniwo Sopot, Budowlani Lublin, Budowlani Łódź i Posnania Poznań, oraz dwie najlepsze drużyny Serii B z poprzedniego sezonu: Orkan Sochaczew i Juvenia Kraków (debiutująca na tym poziomie rozgrywek). W trakcie sezonu wycofała się drużyna AZS AWFiS Warszawa (sekcję rugby w klubie zawieszono).

## Przebieg rozgrywek
Rozgrywki toczono systemem jesień – wiosna, każdy z każdym, mecz i rewanż. Drużyna, która zajęła dziewiąte miejsce rozgrywała baraż o utrzymanie w Serii A z drugą drużyną Serii B.
Wyniki spotkań:
|                    | Lechia Gdańsk | Arka Gdynia | AZS AWFiS Gdańsk | AZS AWFiS Warszawa | Ogniwo Sopot | Budowlani Lublin | Budowlani Łódź | Posnania Poznań | Orkan Sochaczew | Juvenia Kraków |
| Lechia Gdańsk      | –             | 6:13        | 45:10            | –                  | 32:17        | 46:15            | 27:17          | 65:10           | 50:18           | 69:7           |
| Arka Gdynia        | 12:17         | –           | 27:5, 29:5       | –                  | 17:10        | 31:8             | –              | 70:8            | 42:13           | 70:3           |
| AZS AWFiS Gdańsk   | 0:54          | –           | –                | –                  | 15:43        | 25:19            | 14:29          | 45:15           | 13:7            | 27:3           |
| AZS AWFiS Warszawa | –             | –           | –                | –                  | –            | –                | 17:12          | –               | –               | 51:17          |
| Ogniwo Sopot       | 7:36          | 11:3        | 13:3             | –                  | –            | 17:0             | 28:0           | 32:14           | 58:5, 50:18     | 39:5           |
| Budowlani Lublin   | 20:32         | 8:55        | 20:10            | 31:11              | 3:34         | –                | 7:20           | 43:6            | 49:28           | 38:14          |
| Budowlani Łódź     | 8:16          | 0:69, 30:14 | 8:13             | –                  | 5:10         | 24:14            | –              | 36:17           | 24:0            | 77:7           |
| Posnania Poznań    | 6:31          | 16:51       | 12:13            | –                  | 15:37        | 12:20            | 3:26           | –               | 31:29           | 44:14          |
| Orkan Sochaczew    | 17:33         | 15:39       | 23:16            | –                  | –            | 16:6             | 10:37          | 26:13           | –               | 50:10          |
| Juvenia Kraków     | 17:47         | 14:46       | 17:29            | –                  | 0:35         | 15:0             | 5:5            | 21:37           | 14:40           | –              |

Tabela końcowa (na żółto wiersz z drużyną, która grała w barażu o utrzymanie):
| Pozycja | Drużyna          | Punkty razem | Bilans punktów |
| ------- | ---------------- | ------------ | -------------- |
| 1       | Lechia Gdańsk    | 46           | 606:191        |
| 2       | Ogniwo Sopot     | 42           | 441:174        |
| 3       | Arka Gdynia      | 42           | 588:169        |
| 4       | Budowlani Łódź   | 35           | 346:254        |
| 5       | AZS AWFiS Gdańsk | 28           | 243:364        |
| 6       | Budowlani Lublin | 26           | 270:385        |
| 7       | Orkan Sochaczew  | 26           | 315:488        |
| 8       | Posnania Poznań  | 22           | 262:259        |
| 9       | Juvenia Kraków   | 19           | 166:653        |

## Seria B
Równolegle z rozgrywkami Serii A odbywała się rywalizacja w Serii B. Wzięło w niej udział osiem drużyn, które rozgrywały mecze zgodnie z zasadą każdy z każdym, mecz i rewanż. W trakcie sezonu wycofali się Czarni Bytom, z kolei Folc Sport Warszawa połączył się z wycofaną w trakcie sezonu z Serii A drużyną AZS AWF Warszawa, tworząc Folc AZS Warszawa. Do Serii A awansowała najlepsza drużyna, druga grała baraż o awans z dziewiątą drużyną Serii A.
Tabela końcowa Serii B (na zielono wiersz z drużyną, która awansowała do Serii A, na żółto z drużyną, która awansowała do barażu):
| Pozycja | Drużyna             |
| ------- | ------------------- |
| 1       | Budowlani Olsztyn   |
| 2       | Folc AZS Warszawa   |
| 3       | Pogoń Siedlce       |
| 4       | CSP Legionowo       |
| 5       | Skra Warszawa       |
| 6       | Wektor Toruń        |
| 7       | Frogs & Co Warszawa |

## Baraż o Serię A
W barażu rozegranym pomiędzy dziewiątym zespołem Serii A i drugim zespołem Serii B, prawo gry w kolejnym sezonie w Serii A obroniła Juvenia Kraków, która pokonała Folc AZS Warszawa 17:15.

## Inne rozgrywki
W finale Pucharu Polski Ogniwo Sopot pokonało Budowlanych Łódź 19:13 (rozgrywki przeznaczone były dla graczy do 23 lat). W mistrzostwach Polski juniorów zwycięstwo odniosło Ogniwo Sopot, a wśród kadetów Budowlani Łódź. 

## Nagrody
Najlepszym zawodnikiem został wybrany przez Polski Związek Rugby Maciej Stachura, a trenerem Jerzy Jumas.